# Юнацький чемпіонат Європи з футболу (U-17) 2004
Чемпіонат Європи з футболу серед юнаків віком до 17 років 2004 року — третій розіграш турніру (після зміни назви), який пройшов в Франції з 4 по 15 травня 2004 року. Переможцем вперше у своїй історії стала збірна господарів змагання, яка у фіналі з мінімальною перевагою у рахунку (2:1) перемогла збірну Іспанії.

## Кваліфікація
Докладніше:
- Юнацький чемпіонат Європи з футболу (U-17) 2004 (перший кваліфікаційний раунд)
- Юнацький чемпіонат Європи з футболу (U-17) 2004 (другий кваліфікаційний раунд)

## Груповий раунд

### Група A
| Збірна            | І | В | Н | П | ГЗ | ГП | РГ | О |
| ----------------- | - | - | - | - | -- | -- | -- | - |
| Франція           | 3 | 3 | 0 | 0 | 6  | 1  | +5 | 9 |
| Іспанія           | 3 | 2 | 0 | 1 | 5  | 2  | +3 | 6 |
| Туреччина         | 3 | 1 | 0 | 2 | 6  | 5  | +1 | 3 |
| Північна Ірландія | 3 | 0 | 0 | 3 | 3  | 12 | −9 | 0 |

| 4 травня 2004 16:00 CET |

| Іспанія      | 1:0      | Туреччина |
| ------------ | -------- | --------- |
| Маркітос 40' | Протокол |           |

| Стаде Жорж Булонь, Амбуаз Глядачів: 1 500 Арбітр: Жоері ван де Вельде |

| 4 травня 2004 18:00 CET |

| Франція                              | 3:0      | Північна Ірландія |
| ------------------------------------ | -------- | ----------------- |
| Бензема 73' Бен Арфа 76' Сонго'о 79' | Протокол |                   |

| Аллес Жан Леруа, Блуа Глядачів: 4 280 Арбітр: Маріо Страхоня |

| 6 травня 2004 18:00 CET |

| Північна Ірландія              | 2:5      | Туреччина                                        |
| ------------------------------ | -------- | ------------------------------------------------ |
| Тернер 42' (пен.) О'Коннор 82' | Протокол | Келеш 14', 36' Д.Їлмаз 22' Аксу 23' Сабанкай 74' |

| Стаде Жуль-Ладумег, Роморантен-Лантене Глядачів: 2 293 Арбітр: Марек Міколаєвський |

| 6 травня 2004 19:00 CET |

| Франція         | 1:0      | Іспанія |
| --------------- | -------- | ------- |
| Суарес 18' (аг) | Протокол |         |

| Аллес Жан Леруа, Блуа Глядачів: 4 962 Арбітр: Христофорос Зографос |

| 9 травня 2004 17:30 CET |

| Туреччина | 1:2      | Франція                |
| --------- | -------- | ---------------------- |
| Аксу 83'  | Протокол | Бен Арфа 42' Менез 69' |

| Стаде Жорж Булонь, Амбуаз Глядачів: 5 460 Арбітр: Радек Матежек |

| 9 травня 2004 17:30 CET |

| Північна Ірландія | 1:4      | Іспанія                          |
| ----------------- | -------- | -------------------------------- |
| Догерті 49'       | Протокол | Педраса 27', 35', 42' Капель 66' |

| Стаде Гуй Друт, Сен-Сір-сюр-Луар Глядачів: 1 914 Арбітр: Моду Сове |

### Група B
| Збірна     | І | В | Н | П | ГЗ | ГП | РГ | О |
| ---------- | - | - | - | - | -- | -- | -- | - |
| Англія     | 3 | 3 | 0 | 0 | 6  | 1  | +5 | 9 |
| Португалія | 3 | 1 | 1 | 1 | 5  | 3  | +2 | 4 |
| Австрія    | 3 | 1 | 1 | 1 | 2  | 2  | 0  | 4 |
| Україна    | 3 | 0 | 0 | 3 | 1  | 8  | −7 | 0 |

| 4 травня 2004 15:00 CET |

| Україна | 0:2      | Англія             |
| ------- | -------- | ------------------ |
|         | Протокол | Пауль 60' Дойл 79' |

| Стаде Петесель, Авуан Глядачів: 2 254 Арбітр: Христофорос Зографос |

| 4 травня 2004 20:00 CET |

| Австрія | 0:0      | Португалія |
| ------- | -------- | ---------- |
|         | Протокол |            |

| Стаде де ла Вальє ду Шер, Тур Глядачів: 2 502 Арбітр: Моду Сове |

| 6 травня 2004 15:00 CET |

| Україна        | 1:2      | Австрія                |
| -------------- | -------- | ---------------------- |
| Роман Дорош 5' | Протокол | Граманн 9' (пен.), 11' |

| Стаде Гуй Друт, Сен-Сір-сюр-Луар Глядачів: 1 489 Арбітр: Маріо Страхоня |

| 6 травня 2004 15:00 CET |

| Англія                   | 3:1      | Португалія |
| ------------------------ | -------- | ---------- |
| Пауль 4', 56' Дейвіс 79' | Протокол | Морейра 8' |

| Стаде де ла Вальє ду Шер, Тур Глядачів: 2 582 Арбітр: Радек Матежек |

| 9 травня 2004 20:00 CET |

| Португалія                                | 4:0      | Україна |
| ----------------------------------------- | -------- | ------- |
| Гама 11', 22' (пен.) Гомеш 51' Фаусто 82' | Протокол |         |

| Стаде Петесель, Авуан Глядачів: 2 338 Арбітр: Марек Міколаєвський |

| 9 травня 2004 20:00 CET |

| Англія     | 1:0      | Австрія |
| ---------- | -------- | ------- |
| Портер 54' | Протокол |         |

| Аллес Жан Леруа, Блуа Глядачів: 2 500 Арбітр: Жоері ван де Вельде |

## Плей-оф

### Півфінали
| 12 травня 2004 17:30 CET |

| Франція                          | 3:1      | Португалія  |
| -------------------------------- | -------- | ----------- |
| Насрі 52' Менез 56' Бен Арфа 62' | Протокол | Морейра 27' |

| Аллес Жан Леруа, Блуа Глядачів: 5 742 Арбітр: Марек Міколаєвський |

| 12 травня 2004 19:30 CET |

| Англія  | 1:2      | Іспанія                          |
| ------- | -------- | -------------------------------- |
| Рід 18' | Протокол | Маркітос 10' Фабрегас 80' (пен.) |

| Стаде де ла Вальє ду Шер, Тур Глядачів: 5 339 Арбітр: Жоері ван де Вельде |

### Матч за 3-тє місце
| 15 травня 2004 15:30 CET |

| Португалія                              | 4:4      | Англія                                   |
| --------------------------------------- | -------- | ---------------------------------------- |
| Фаусто 13' Жуан Педру 24', 98' Гама 59' | Протокол | Вокер 25', 97' (пен.) Рід 45' Дейвіс 62' |
|                                         | Пенальті |                                          |
| Гама · Гомеш · Барбоса · Жуан Педру     | 3:2      | Вокер · Дойл · Джеймс · Портер · Вітер   |

| Стаде Гастон-Петі, Шатору Глядачів: 5 000 Арбітр: Маріо Страхоня |

### Фінал
| 15 травня 2004 19:00 CET |

| Франція              | 2:1      | Іспанія  |
| -------------------- | -------- | -------- |
| Констан 1' Насрі 79' | Протокол | Піке 63' |

| Стаде Гастон-Петі, Шатору Глядачів: 13 000 Арбітр: Христофорос Зографос |